# دره گرم (خاش)
دره گرم یا بی گل روستایی در دهستان کارواندر بخش مرکزی شهرستان خاش استان سیستان و بلوچستان ایران است.

## جمعیت
بر پایه سرشماری عمومی نفوس و مسکن در سال ۱۳۹۵ جمعیت این مکان ۵۵ نفر (۱۳خانوار) بوده‌است.